# Aloha

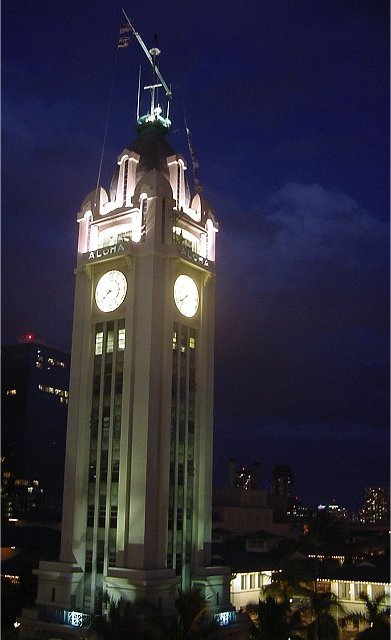
以aloha命名的檀香山阿羅哈鐘樓建於1926年9月11日

Aloha（中譯阿羅哈）是夏威夷語中其中一個詞語，本有希望、愛、和平、幸福以及歡迎等意思。自19世紀中期被英文詞彙吸收，後來變成問候語，與「你好」的意思相近，並開始被廣泛應用。現時，Aloha大概可解作Hello、Goodbye、I love you、Welcome等意思。此外，Aloha亦是夏威夷州的暱稱。

## 詞源
Aloha一詞源於原始波利尼西亞語根qalofa。 在波利尼西亞語裡尚有其他同系語言，例如薩摩亞語的alofa及毛利语的aroha，它們都有愛的意思。
而一個民間詞源則聲稱aloha是起源自一個夏威夷語合成詞語，由alo和ha兩詞組成。Alo意指「存在」、「前面」、「面對」或「分享」；ha則意指「生命氣息」或「生命本質」。

## 用法
在與西方文化接觸之前，夏威夷內常用問候語為welina及anoai。現時，aloha亦已成為夏威夷問候語一種。「aloha kakahiaka」、「Aloha ʻauinalā」、「aloha ahiahi」現時分別作「早安」、「午安」、「晚安」之用。而「Aloha kākou」現為「歡迎大家」的常用詞組。現今的夏威夷亦有不少企業將aloha作為其名稱。單在歐胡島電話簿內，以aloha作為名稱的公司就佔了三頁資料。
在風浪板運動（windsurf）或是風箏衝浪運動（kitesurfing or kiteboarding）中，運動員及玩家也以這口號「ALOHA」來為愉快的見面與一天下來的運動精神做為鼓舞慶祝，所以在網路上看到這些運動員或玩家的影片或是照片都會大喊「ALOHA」及比出六的手勢來與大家問好，並慶祝一天下來愉快的海上體驗。

## 趨勢
現時aloha一詞在美國本土愈趨盛行。生於檀香山的荷里活影星貝蒂·米勒，經常在全國場合中以此詞作問候。Aloha亦屢次在熱門美國電視劇《檀島警騎》（Hawaii Five-O）出現。在1982年美國電影《開放的美國學府》（Fast Times at Ridgemont High）中的古怪教師手掌先生常用aloha問候。迪士尼動畫《星際寶貝》（Lilo and Stitch）以阿羅哈精神（Aloha Spirit）為其概念。主要在夏威夷拍攝的美國電視連續劇《LOST檔案》，在片末標示感謝字句：「我們感謝夏威夷人民及其阿羅哈精神。（We thank the people of Hawaiʻi and their Aloha Spirit）」Aloha亦被應用於尼克国际儿童频道節目《火箭動力》（Rocket Power）。
电视剧《成长的烦恼》第3季有一集名为“Aloha”，剧中的演员胡凯莉（出生于夏威夷）在后来也常用Aloha和她的影迷打招呼。
夏威夷民謠《夏威夷骊歌》（Aloha ʻOe）就是由夏威夷王國末代君主利留卡拉尼女王所寫的。由美国夏威夷大学开发的网络协议ALOHA协议，其靈感亦來源自aloha。

## 腳註
1. ↑  Biggs, Bruce, 1979. Proto-Polynesian Word List II. Working Papers in Anthropology, Archaeology, linguistics, and Maori Studies No. 53. Department of Anthropology, University of Auckland.